# Austrocarabodes falcatus
Austrocarabodes falcatus är en kvalsterart som beskrevs av Hammer 1973. Austrocarabodes falcatus ingår i släktet Austrocarabodes och familjen Carabodidae. Inga underarter finns listade.